# Tetartostylus arcuatus
Tetartostylus arcuatus är en insektsart som beskrevs av Nast 1985. Tetartostylus arcuatus ingår i släktet Tetartostylus och familjen dvärgstritar. Inga underarter finns listade i Catalogue of Life.